# Woodz
Cho Seung-youn (hangul: 조승연; Seúl, 5 de agosto de 1996), también conocido como Woodz (hangul: 우즈), y estilizado como WOODZ, es un rapero, cantante, productor y modelo surcoreano. Es miembro del grupo surcoreano-chino Uniq.

## Biografía
Estudió en el "Hanlim Multi Art High School" de donde se graduó en el 2016.
Además del coreano, habla mandarín, portugués e inglés.
Vivió 2 años en Brasil, en el 2013 lo eligieron para sub-17 de la selección brasileña de fútbol como defensa. También formó parte del equipo de fútbol "The Corinthians Paulista Junior Team". También vivió un tiempo en Los Ángeles, Estados Unidos y en las Filipinas.

## Carrera
Es miembro de la agencia Yuehua Entertainment en China cuya base está situada en Beijing. Anteriormente fue aprendiz de YG Entertainment.
El 16 de octubre del 2014, realizó su debut como miembro de la banda surcoreana-china UNIQ, donde fue el tercer integrante en ser revelado. El grupo está conformado por Wang Yibo, Li Wenhan, Zhou Yixuan y Kim Sung-joo.
En el 2015 fue miembro del grupo proyecto "M.O.L.A" junto a Lee Kyo-chang (Nathan), Kino, Vernon y Park Ji Min.
El 29 de julio del 2016 realizó su debut como solista bajo el nombre de "Luizy" con su primer sencillo digital "Recipe" donde colaboró con el rapero Flowsik.
En el 2018 la agencia Yuehua Entertainment anunció que Seungyoun promocionaría ahora con el nombre "WOODZ" durante sus actividades en solitario. 
El 3 de mayo del 2019 se unió al programa de supervivencia Produce X 101 donde participó y quedó dentro del nuevo grupo conocido como "X1" junto a Han Seung-woo, Kim Woo-seok, Kim Yo-han, Lee Han-gyul, Cha Jun-ho, Son Dong-pyo, Kang Min-hee, Lee Eun-sang, Song Hyeong-jun y Nam Do-hyon. El grupo realizó su debut oficial el 27 de agosto del mismo año, sin embargo el 6 de enero del 2020 el grupo se disolvió debido a desacuerdos entre las agencias de los miembros luego de los escándalos de manipulación de votos del programa "Produce X 101".
Cho Seung Youn (WOODZ) ha anunciado el nombre oficial de su fanclub antes de su comeback en solitario! El 5 de mayo en 2020, la cuenta de Twitter oficial de Cho Seung Youn anunció que el nombre den fanclub será MOODZ.
El 25 de octubre, se anunció que Woodz había firmado un contrato exclusivo con EDAM Entertainment .
El 22 de enero del 2024 inició su servicio militar.https://www.soompi.com/es/article/565683wpp/woodz-cho-seung-youn-anuncia-alistamiento-militar

## Filmografía

### Programas de variedades
| Año        | Título                                                       | Notas                                                                                 |
| ---------- | ------------------------------------------------------------ | ------------------------------------------------------------------------------------- |
| 2020       | King of Mask Singer                                          | (ep. #269-270) - concursó como "Three GO"                                             |
| 2019       | Produce X 101                                                | concursante                                                                           |
| 2019       | K-POP TOUR                                                   | miembro - junto a Kim Sung-joo                                                        |
| 2015, 2018 | After School Club                                            | (ep. #348) - invitado - junto a Felix y Woo Sung (ep. #159) - invitado - junto a Uniq |
| 2016       | Lipstick Prince                                              | ep. #5 - miembro invitado                                                             |
| 2016       | Show Me The Money 5                                          | concursante                                                                           |
| 2015       | Day Day Up                                                   | invitado - junto a Uniq                                                               |
| 2015       | Weekly Idol                                                  | (ep. #203) - invitado - junto a Uniq                                                  |
| 2015       | Happy Camp                                                   | invitado - junto a Uniq                                                               |
| 2015       | Safety First (How to Avoid Spilling / Escaping a Kidnapping) |                                                                                       |

### Películas
| Año  | Título                               | Personaje            | Notas                                                    |
| ---- | ------------------------------------ | -------------------- | -------------------------------------------------------- |
| 2016 | A Chinese Odyssey Part 3 (大话西游3) | -                    | junto a Zhou Yixuan y Wang Yibo                          |
| 2016 | MBA Partners                         | Mensajero de Mei Mei | junto a Li Wenhan, Zhou Yixuan, Wang Yibo y Kim Sung-joo |

### Eventos
| Año  | Título                                                  | Notas                       |
| ---- | ------------------------------------------------------- | --------------------------- |
| 2021 | 2021 Asia Artist Awards                                 |                             |
| 2016 | 2016 Idol Star Olympics Championships New Year Special  | participante - junto a Uniq |
| 2015 | 2015 Idol Star Athletics Championships Chuseok Special  | participante - junto a Uniq |
| 2015 | 2015 Idol Star Athletics Championships New Year Special | participante - junto a Uniq |

### Programas de radio
| Año  | Programa                                                      | Notas |
| ---- | ------------------------------------------------------------- | ----- |
| 2019 | Idol Radio FM4U 91.9MHz                                       |       |
| 2015 | Super Junior's Kiss The Radio "Sukira: Language and the City" |       |

### Videos musicales
| Año  | Artista     | Canción         | Notas                |
| ---- | ----------- | --------------- | -------------------- |
| 2015 | Park Ji Min | "Hopeless Love" | apareció en el video |

## Discografía

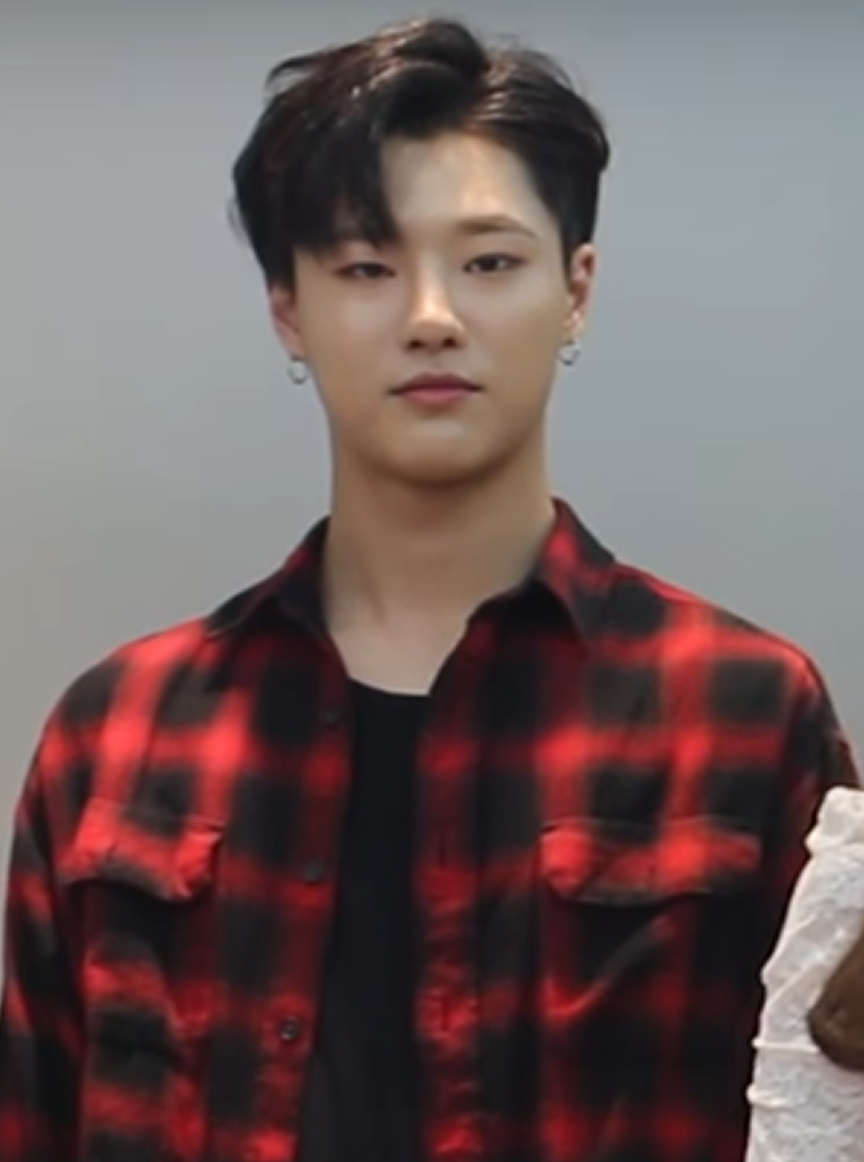
Cho Seung-youn en el 2016.

### Miniálbum
| Fecha de Estreno        | Título   | Lista de canciones                                                          | Notas |
| ----------------------- | -------- | --------------------------------------------------------------------------- | --- |
| 17 de noviembre de 2020 | "WOOPS!" | 1. Trigger 2. BUMP BUMP 3. On my own 4. Thanks to 5. Sweater 6. Tide        | - - (junto a JAMIE) - |
| 29 de junio de 2020     | "Equal"  | 1. Lift Up 2. Accident 3. Blue 4. Noid 5. Waikiki 6. Buck 7. Phantasmagoria | - (canción principal) También conocida como "Love me harder" - (junto a Colde) (junto a Punchnello) - También conocida como "Memories" |

### Single Digital
| Fecha de Estreno       | Título                  | Lista de canciones                             | Notas                          |
| ---------------------- | ----------------------- | ---------------------------------------------- | ------------------------------ |
| 15 de marzo de 2021    | "SET"                   | 1. FEEL LIKE 2. Touché 3. Rebound              |                                |
| 3 de noviembre de 2018 | "Meaningless"           | 1. 아무의미 (Meaningless)                      |                                |
| 30 de agosto de 2018   | "EDEN STARDUST.04"      | 1. Drive                                       | junto a EDEN & Babylon & WOODZ |
| 21 de julio de 2018    | "DIFFERENT"             | 1. DIFFERENT                                   |                                |
| 12 de mayo de 2018     | "POOL[pu:l]"            | 1. POOL                                        | junto a Sumin                  |
| marzo de 2017          | OST para "Sing For You" | 1. Eating Alone - Honbab (혼밥)                | junto a Im Hyun-sik            |
| 6 de noviembre de 2016 | "Baby Ride"             | 1. Baby Ride 2. 요즘 뭐 해 (How Have You Been) | junto a Im Hyun-sik -          |
| 29 de julio de 2016    | "Recipe"                | 1. Recipe                                      | junto a Flowsik                |

### Colaboraciones
| Año  | Artista                                      | Canción    | Notas |
| ---- | -------------------------------------------- | ---------- | ----- |
| 2018 | Kriz feat. WOODZ                             | "Bad"      |       |
| 2018 | Park Ji Min ft. Kino, WOODZ, 네이슨 (NATHAN) | "전화받아" |       |
| 2018 | KillaGramz feat. WOODZ                       | "파도"     |       |
| 2018 | EDEN feat. WOODZ                             | "춤"       |       |
| 2017 | Lee Gi-kwang feat. Luizy                     | "Dreaming" |       |

### Composiciones
| Año  | Artista / Grupo                               | Canción                 | Notas                    |
| ---- | --------------------------------------------- | ----------------------- | ------------------------ |
| 2019 | Ravi & Eunha                                  | "Blossom"               |                          |
| 2019 | Suran                                         | "Don’t Hang Up"         |                          |
| 2019 | ONF                                           | "Ice & Fire"            |                          |
| 2019 | Groovy Room ft. Blue.D & Jhnovr               | "This Night"            |                          |
| 2018 | MR-X                                          | "Zig Zag"               | co-compositor            |
| 2018 | Babylon                                       | "Drive"                 |                          |
| 2018 | Babylon                                       | "Sincerity"             |                          |
| 2018 | Kriz                                          | "Bad"                   |                          |
| 2018 | Park Ji Min ft. Kino, WOODZ & 네이슨 (NATHAN) | "전화받아"              |                          |
| 2018 | Super Junior-D&E                              | "야(白夜) (Evanesce Ⅱ)" |                          |
| 2018 | Jun                                           | "Hold It Down"          |                          |
| 2018 | KillaGramz Feat. WOODZ                        | "파도"                  |                          |
| 2018 | EDEN Feat. WOODZ                              | "춤"                    |                          |
| 2018 | EDEN                                          | "93"                    |                          |
| 2018 | Woodz                                         | "It's Okay"             | OST para "Idol Producer" |

## Premios y nominaciones
| Año  | Categoría         | Premio                 | Trabajo | Resultado |
| ---- | ----------------- | ---------------------- | ------- | --------- |
| 2021 | AAA Icon (Singer) | 2021 Asia Artist Award | -       | Ganó      |